# Jérémy Kapone
Jérémy Kapone (Douarnenez, 16 aprile 1990) è un attore e cantante francese.

## Biografia
Ha esordito nel 2008, all'età di 18 anni, nel film diretto da Lisa Azuelos LOL - Il tempo dell'amore nel ruolo di Maël, a fianco all'attrice Sophie Marceau. 
Oltre alla recitazione, Jeremy è il leader della rock band Kaponz & Spinoza in cui canta e suona la chitarra. Ha contribuito con l'aiuto della sua band scrivendo la colonna sonora del suo film d'esordio LOL - Il tempo dell'amore, "Exil". 
Ha partecipato anche nel 2009 al film diretto da Frédéric Mermoud, Complices, in cui interpreta Thomas, nel 2010 al film diretto da Julien Maury & Alexandre Bustillo, Livid e alla serie TV Le Grand Restaurant di Pierre Palmade (trasmesso su France 2) nel 2010.

## Filmografia

### Cinema
- LOL - Il tempo dell'amore (LOL (Laughing Out Loud)), regia di Lisa Azuelos (2008)
- Livid, regia di Alexandre Bustillo e Julien Maury (2011)

### Televisione
- Le grand journal (2009)
- Fort Boyard (2009)
- Le Grand Restaurant (2009)

## Discografia

### Singoli
- Exil - colonna sonora del film LOL - Il tempo dell'amore (2009 - EMI)
- J'Espère - Kaponz & Spinoza (2009 - TTV/Naive)